# Looney Tunes: Noi aventuri
Looney Tunes: Noi aventuri, (titlu original: Looney Tunes: Back in Action) este un film de actiune din 2003, produs de Warner Bros. Feature Animation, cu protagoniști pe Bugs Bunny. În România, filmul a avut premiera în 2004 pe Pro TV.

## Povestea
Actorii angajați de Bugs Bunny și Daffy Duck și-au reluat incursiunile invrajbitoare. Saturandu-se să tot fie vioara a doua față de Bugs, Daffy s-a hotarat sa paraseasca Studioul pentru totdeauna. El este ajutat de catre Vice Presedinta Departamentului Comedie - cea lipsita de umor, Kate Houghton (JENNA ELFMAN), care îi anuleaza contractul și îl instruieste pe agentul de paza/cascador aspirant (BRENDAN FRASER) să-l prinda și sa-l “escorteze” pe Daffy în afara platoului de filmare.
Aruncat pe neașteptate, fără personaj, rățoiul se hotaraste, sa se alieze cu DJ. în consecință, Daffy tocmai se pregătește cand DJ descopera ca celebra vedeta de film, tatăl său, Damian Drake (TIMOTHY DALTON), cunoscut interpret al spionilor internationali pe marele ecran, este de fapt in realitate tot un spion international - si a fost rapit de infamul Dl. Presedinte (STEVE MARTIN) al tot atat de infamei Corporatii ACME. Se pare ca Damian cunoaste unde se afla puternicul si misteriosul Blue Monkey Diamond (Diamantul Maimuta Albastra), iar Presedintele ar face orice pentru a pune mana pe el.
Cu Daffy dupa el, DJ pleaca la drum in tentativa disperata de a-i depasi pe angajatii ACME in cautarea Diamantului si de a salva lumea din ghearele raului. Fara ca cei doi neo-spioni sa stie, ei sunt urmariti de asemenea de Kate si de Bugs - sefii studioului au decis ca iepurele are nevoie de un fond comic in definitiv, iar slujba lui Kate atarna de un fir, daca nu-l poate aduce pe Daffy inapoi la lucru DE URGENTA.
Urmarirea lor ii trimite pe cei patru in jurul planetei pentru a se intalni cu diferiti agenti sub acoperire, de la Dusty Tails (HEATHER LOCKLEAR), animatoare la stralucitorul Casino al lui Yosemite Sam din Las Vegas, la Mother (JOAN CUSACK), ingrijitoarea severa, dar iubitoare a diverselor creaturi extraterestre gazduite la Zona 52 - o locatie atat de incredibil aflata sub secret de stat incat Zona 51 (o unitate raportata ca secret de stat a guvernului SUA) a fost inventata doar pentru a o ascunde. Apoi, pornesc spre luminosul Paris si spre comorile din Louvre, iar la final in jungla cea mai adanca din Africa, unde trebuie sa ajunga inaintea lasului Presedinte la diamantul ucigas-sau daca nu „Asta-i tot, oameni buni!” pentru lumea pe care o cunoastem.

## Distribuție
- Paul Rudd - Mr. Prince
- Mackenzie Foy - the Little Girl
- Jeff Bridges - the Aviator
- Rachel McAdams - the Mother
- James Franco - the Fox
- Marion Cotillard - the Rose
- Benicio del Toro - the Snake
- Albert Brooks - the Businessman
- Paul Giamatti - the Academy Teacher
- Bud Cort - the King
- Ricky Gervais - the Conceited Man
- Jacquie Barnbrook - the Nurse
- Marcel Bridges - the Concerned Neighbour
- Jeffy Branion - the Policeman